# Michaił Fonin
Michaił Makarowicz Fonin (ros. Михаил Макарович Фонин, ur. 1905 we wsi Bogimowo w guberni kałuskiej, zm. 1974) – radziecki polityk, I sekretarz KC Komunistycznej Partii (bolszewików) Turkmenistanu w latach 1939–1947.
Od 1920 pracownik gospodarstwa rolnego, 1927-1929 w Armii Czerwonej, od 1929 w WKP(b), 1930-1932 studiował w Moskiewskim Instytucie Inżynierów Transportu Kolejowego, następnie instruktor Wydziału Politycznego Zarządu Torów Kolejowych w Jarosławiu, 1937-1939 odpowiedzialny kontroler, zastępca szefa grupy komisji partyjnej przy KC WKP(b), 1939 pełnomocnik komisji przy KC WKP(b) ds. Turkmeńskiej SRR. Od listopada 1939 do marca 1947 I sekretarz KC Komunistycznej Partii (bolszewików) Turkmenistanu. 1947-1950 inspektor KC WKP(b), 1950-1953 wiceminister bawełny ZSRR.